# Solrosor (målning)

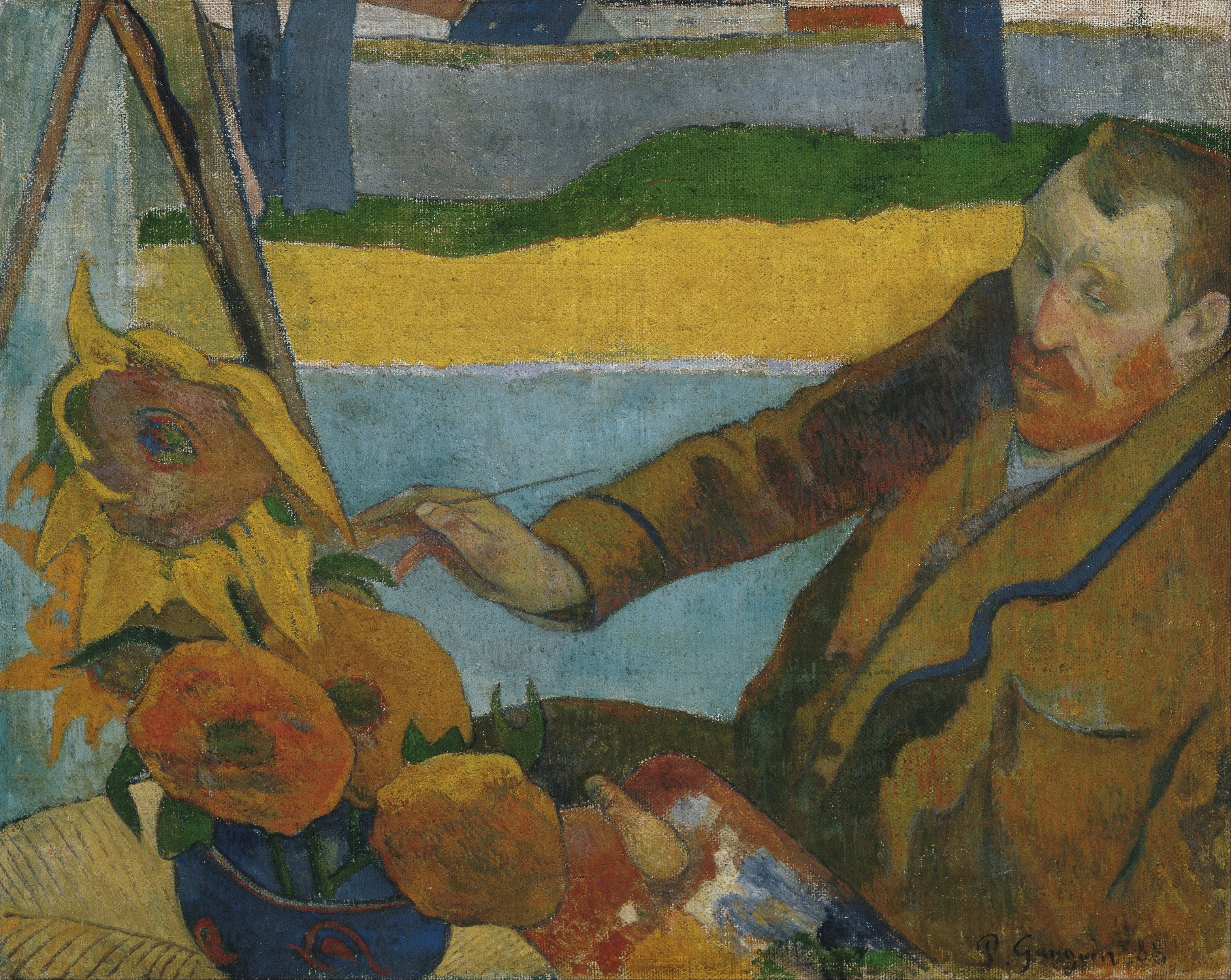
Paul Gauguins målning Vincent van Gogh målar solrosor från 1888 visar van Gogh i färd att måla solrosor.

Solrosor (franska: Les Tournesols) är en serie oljemålningar av den nederländske konstnären Vincent van Gogh från 1886–1889. Motivet är ett stilleben som visar olika antal solrosor. Målningarna namnges ibland utifrån hur många solrosor som är avbildade, till exempel Vas med tolv solrosor.
Den första versionen målades redan 1886 och skiljer sig från de andra eftersom även andra blommor ingår i motivet. De följande fyra versionerna tillkom i Paris 1887 och visar solrosor som ligger på marken. De två första, mindre versionerna ägdes under flera år av Paul Gauguin. Idag är de utställda på Van Gogh-museet i Amsterdam och Metropolitan Museum of Art i New York.  
De följande fyra versionerna är de mest klassiska där van Gogh placerat solrosorna i vaser. De tillkom i Arles i södra Frankrike där van Gogh hade hyrt det ”Gula huset”. Han hoppades kunna inrätta ett konstnärskollektiv i Arles. Inför Paul Gauguins besök beslöt han att dekorera huset med tolv solros-målningar. Van Gogh lyckades dock inte måla så många solros-tavlor som han tänkt sig och Gauguin lämnade Arles efter osämja konstnärerna emellan efter bara två månader. Den första Arles-målning som har turkos bakgrund, Vas med tre solrosor, såldes 1996 i New York till en okänd samlare för en okänd summa. Målningen har inte varit utställd sedan 1948 i Cleveland och det är få personer idag som har sett den. Den andra versionen såldes 1920 till en japansk samlare och förstördes i en brand under andra världskriget. Den tredje och fjärde versionen finns utställda på Neue Pinakothek i München och National Gallery i London. 
Van Gogh utförde ytterligare tre versioner 1889 som var kopior på den tredje respektive fjärde av Arles-versionerna.

## Lista över Vincent van Goghs tolv Solrosmålningar
| Bild | År   | Storlek      | Teknik      |                            |
| ---- | ---- | ------------ | ----------- | -------------------------- |
|      | 1886 | 50 x 61      | olja på duk | Kunsthalle Mannheim        |
|      | 1887 | 21 x 27      | olja på duk | Van Gogh-museet            |
|      | 1887 | 43 x 61      | olja på duk | Metropolitan Museum of Art |
|      | 1887 | 50 x 60      | olja på duk | Kunstmuseum Bern           |
|      | 1887 | 60 x 100     | olja på duk | Kröller-Müller Museum      |
|      | 1888 | 73 x 58      | olja på duk | Privat ägo                 |
|      | 1888 | 63 x 98      | olja på duk | Förlorad                   |
|      | 1888 | 91 x 72      | olja på duk | Neue Pinakothek            |
|      | 1888 | 92 x 73      | olja på duk | National Gallery           |
|      | 1889 | 91 x 72      | olja på duk | Philadelphia Museum of Art |
|      | 1888 | 95 x 73      | olja på duk | Van Gogh-museet            |
|      | 1889 | 100,5 x 76,5 | olja på duk | Sompo Japan Museum of Art  |